# Bomberman Land 2
Bomberman Land 2: The Biggest Theme Park in Game History är ett 2003 datorspel som utvecklats av Racjin. Spelet släpptes endast i Japan för PlayStation 2 och Nintendo Gamecube.